# Сувар (этнокультурный парк)
Этнокультурный парк «Сувар»  — парк деревянной обрядовой скульптуры на левом берегу Волги напротив г. Чебоксары на территории санаторно-курортного комплекса «Чувашия».

Палттай Микуçĕ и его скульптура «Меч Атиллы»

В этнопарке установлено около 120 деревянных скульптур юпа (2010), образно знакомящих зрителей с чувашской мифологией, историей, символикой, орнаментикой.

## История
Этнопарк был основан в 1993 году. Инициатором создания этнопарка, автором экспозиции скульптур и большинства сюжетов является чувашский художник-скульптор Н. М. Балтаев (Палттай Микуçĕ).

## Экспозиция
Парк условно поделён на три части — Золотая горка (Ылтăн ту), Серебряная горка (Кĕмĕл ту) и Медная горка (Пăхăр ту). В каждой из частей парка достигается целостное единство сюжетов скульптур.

## Скульпторы
В создании скульптур этнопарка принимали участие скульпторы и народные мастера-резчики по дереву:
- Палттай Микуçĕ (Н. М. Балтаев);
- Эткер Славикĕ;
- Сантр Пикл (А. И. Алексеев);
- Енчĕк Петĕрĕ (Кошелев Пётр);
- Матур Хĕветĕрĕ (Ф. И. Мадуров);
- Аванмарт Пайтул;
- Хĕрлĕ Мишши (Краснов Михаил);
- Иванов Александр;
- Йăван Пикл (И. А. Алексеев);
- Эриван Ваççи (Эриванов Василий);
- Йĕкĕм Жени (Акимов Евгений);
- Ылтăн Сĕруш (С. В. Семёнов);
- Слава Уракен;
- Хĕçлĕ курак Юркки (Фролов Юрий);
- Тымарлан Пилĕ;
- Аннушка Ваççи (Кузьмин Василий);
- Пупин Кĕркури (Г. С. Пупин);
- Нимĕç Славикĕ (Немцев Вячеслав);
- Ту Улачи (Нагорнов Владимир);
- Матрас Юркки (Ю. П. Матросов);
- Праски Витти (В. П. Петров);
- Арăслан Лёни (Николаев Леонид);
- Фролов Юрий;
- Çтапан Тули (Степанов Анатолий);
- Кенин (Фомиряков, Георгий Геннадьевич);
- Кĕкер Коли;
- Пупин Петĕрĕ (П.С. Пупин);
- Балтай Асамачĕ (А. Н. Балтаев);
- Балтай Аттилĕ (А. Н. Балтаев).

## Мероприятия

### Симпозиум скульпторов
В этнокультурном парке ежегодно проходят симпозиумы скульпторов, посвящённые чувашской обрядовой деревянной скульптуре. Главная цель симпозиумов — осмысление и поддержание духовных и художественных традиций чувашского народа.
В течение 10 дней каждый участник симпозиума вырезает из толстых дубовых брёвен скульптуры высотой до 2,5 - 3 м, отражающие философские, исторические и мифологические понятия суварского народа. В работах сочетаются глубокая символичность, лаконичность скульптурной формы и орнамента. В последний день симпозиума готовые работы устанавливаются в этнокультурном парке.
Ежегодно в работе симпозиума участвуют приглашенные специалисты: ученые, исследователи традиционной культуры, журналисты.